# Missionsspezialist

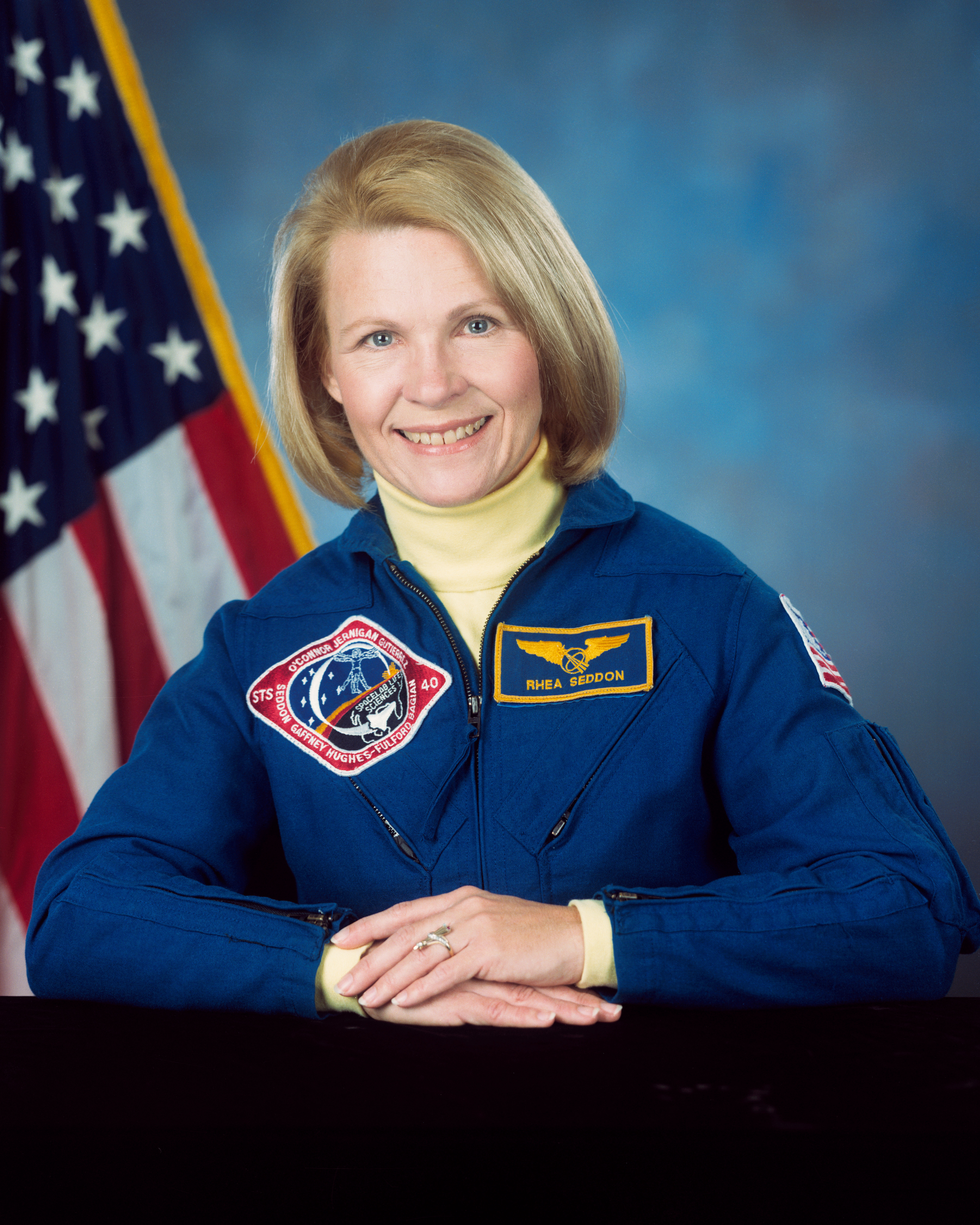
Margaret Rhea Seddon als Missionsspezialistin mit dem NASA-Abzeichen für zivile Astronauten auf dem Namensschild

Missionsspezialist (engl. Mission Specialist) ist eine Bezeichnung für die berufliche Funktion von Astronauten bei US-amerikanischen Raumflügen. Sie wurde bei Space-Shuttle-Missionen der NASA verwendet und ist weiterhin bei Flügen mit den Raumschiffen Crew Dragon und CST-100 Starliner in Gebrauch. Bei den Missionen der russischen Sojus-Raumschiffe wird hingegen der Begriff Bordingenieur verwendet.

## Tätigkeit auf Space-Shuttle-Missionen
Ein Missionsspezialist war für den störungsfreien Ablauf an Bord der Raumfähre verantwortlich und unterstützte dabei den Kommandanten und den Piloten. Während sich diese um alle Belange kümmerten, die mit der Navigation und der Steuerung des Orbiters zu tun hatten, war der Missionsspezialist mit den spezifischen Aufgaben der jeweiligen Mission betraut. So betreute er beispielsweise die wissenschaftlichen Experimente an Bord, führte Außenbordeinsätze durch und setzte Satelliten aus.
Im Gegensatz hierzu waren Nutzlastspezialisten für eine spezifische Nutzlast zuständig.
Missionsspezialisten wurden durch die NASA selbst ausgebildet und stellten den größten Teil einer Shuttle-Besatzung. Ein speziell ausgebildeter Missionsspezialist konnte den Piloten als Flugingenieur zur Seite stehen. In dieser Funktion half er dem Kommandanten und dem Piloten während Start und Landung bei der Überwachung der Instrumente und beobachtete die Systeme des Shuttles.
Einige wenige NASA-Astronauten, die als Piloten ausgebildet wurden, hatten während ihres ersten Raumfluges die Funktion eines Missionsspezialisten, siehe nachstehende Tabelle.
| Astronaut        | Erster Flug als Missionsspezialist | Weitere Flüge als Pilot      | Weitere Flüge als Kommandant                 |
| ---------------- | ---------------------------------- | ---------------------------- | -------------------------------------------- |
| David Griggs     | STS-51-D (1984)                    | vorgesehen für STS-33 (1989) |                                              |
| Steven Nagel     | STS-51-G (1985)                    | STS-61-A (1985)              | STS-37 (1991), STS-55 (1993)                 |
| Donald McMonagle | STS-39 (1991)                      | STS-54 (1993)                | STS-66 (1994)                                |
| William Readdy   | STS-42 (1992)                      | STS-51 (1993)                | STS-79 (1996)                                |
| Kenneth Cockrell | STS-56 (1993)                      | STS-69 (1995)                | STS-80 (1996), STS-98 (2001), STS-111 (2002) |
| Charles Precourt | STS-55 (1993)                      | STS-71 (1995)                | STS-84 (1997), STS-91 (1998)                 |
| Ronald Garan     | STS-124 (2008)                     |                              |                                              |